# モルジュ
モルジュ（仏: Morges）は、スイス、ヴォー州のレマン湖畔にある基礎自治体で、州都ローザンヌの西約10kmに位置する。13世紀からサヴォイア家が築いたモルジュ城と中世の街並みが残る。

## 概要

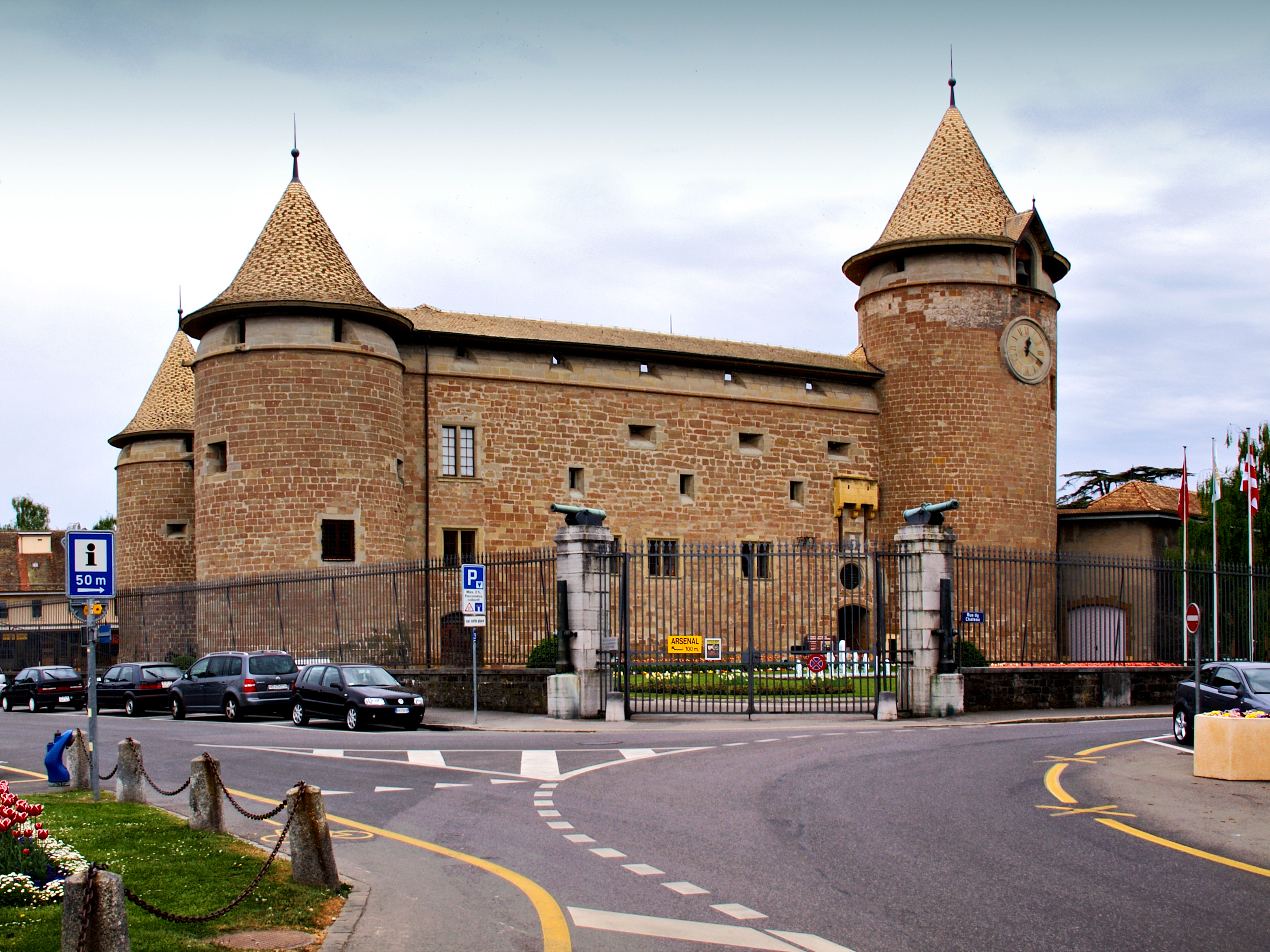
モルジュ城

モルジュはチューリップ、アイリス、ダリアなど、年間を通して種々の花が咲くため、“レマン湖の花”と呼ばれている。天候の良い日はレマン湖の対岸にモンブラン山群の眺望を得ることができる。
レマン湖畔に建つモルジュ城は、4つの角に丸い塔を付けたサヴォイア家の建築様式を踏襲したもの。城内の軍事博物館では、スイス軍隊の活動の変遷、傭兵の歴史などが展示されている。城の正面前からは、グランリュー大通り (Grand-Rue) が延び、水曜と土曜には朝市が立つ。
モルジュ城の西、レマン湖に面した位置にあるのがアンデパンダンス公園で、毎年4月から5月中旬頃にチューリップ・フェスティバルが開催される。チューリップ・フェスティバルでは、約250種類、約15万本の色鮮やかなチューリップが咲く。
オードリー・ヘプバーンをはじめ、イグナツィ・パデレフスキ、イーゴリ・ストラヴィンスキーなどの著名人がモルジュやその周辺に住んだ。

## 出身有名人
- パトリシア・モラーズ - 映画監督・脚本家
- フランソワ＝アルフォンス・フォーレル - 科学者
- ヤン・ゾマー - サッカー選手。セリエA・インテル・ミラノ所属。スイス代表。
- ニコラ・ブーチェビッチ - バスケットボール選手。NBA・オーランド・マジック所属。モンテネグロ国籍。

## ギャラリー

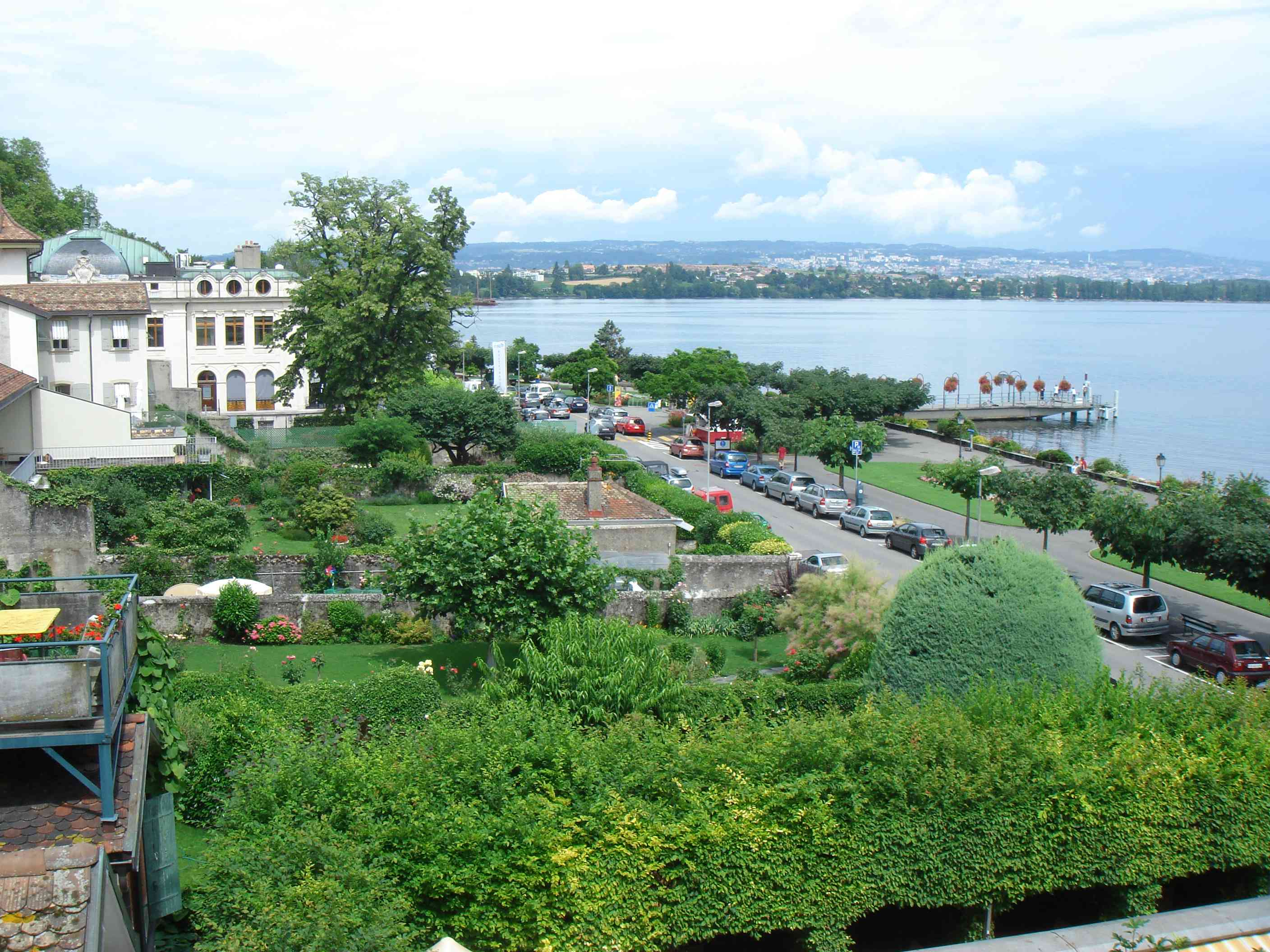
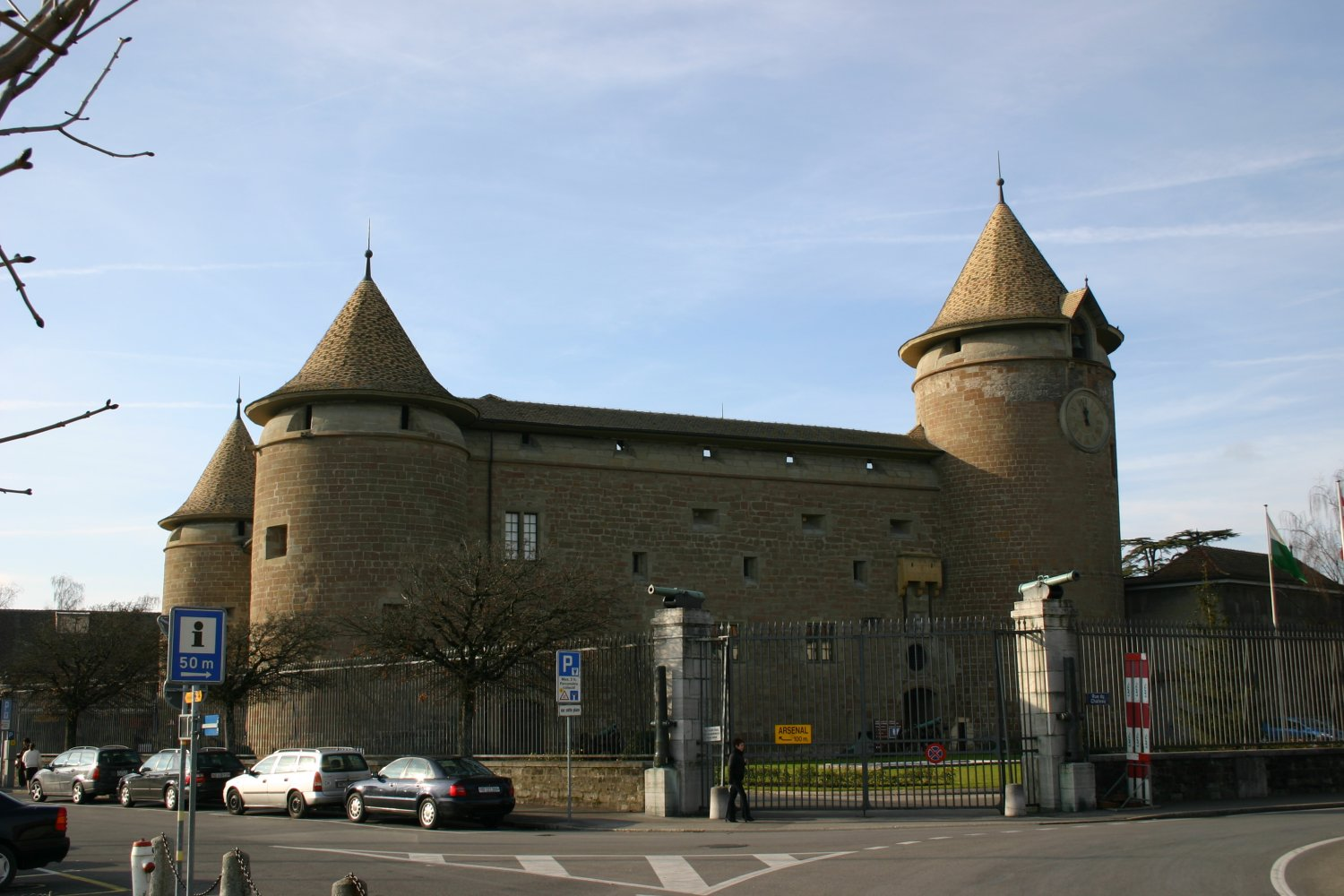